# Friedrich Teichmann
Johann Christian Friedrich Teichmann (* 15. August 1783 in Zedtlitz bei Borna; † 2. Oktober 1863 in Neumuckershausen) war ein deutscher Autor, Agrarwissenschaftler und Gründer der Sparkasse Liebertwolkwitz.

## Leben und Wirken
Teichmann erhielt Privatunterricht und erlernte von seinem Vater die Landwirtschaft. Nach dessen Tod 1805 übernahm er das Gut seines Vaters und setzte die landwirtschaftliche Tätigkeit fort. Um den Ertrag seiner Felder, Obstbäume und seines Tierbestandes zu erhöhen, bildete er sich mithilfe landwirtschaftlicher Literatur fort und trat dabei u. a. in Kontakt mit Friedrich Schmalz. 1812 veröffentlichte er sein Buch Ueber Teichfischerei. Durch sein Mitwirken an der Zeitschrift Mittheilungen aus dem Gebiete der Landwirthschaft kam er mit Albrecht Thaer, Franz Körte und Johann Koppe in Kontakt. In Leipzig beteiligte er sich 1824 an der Gründung der Hagelschädenversicherungsgesellschaft im Königreich Sachsen. Im Jahr 1837 war er Mitbegründer der Versammlung der deutschen Land- und Forstwirthe, die bis 1872 auf 28 Wandersammlungen in wechselnden deutschen Städten tagte, um die Interessen der Landwirtschaft zu besprechen und Vorläuferin der Deutschen Landwirtschafts-Gesellschaft war. 1846 gründete er den landwirtschaftlichen Verein zu Liebertwolkwitz.

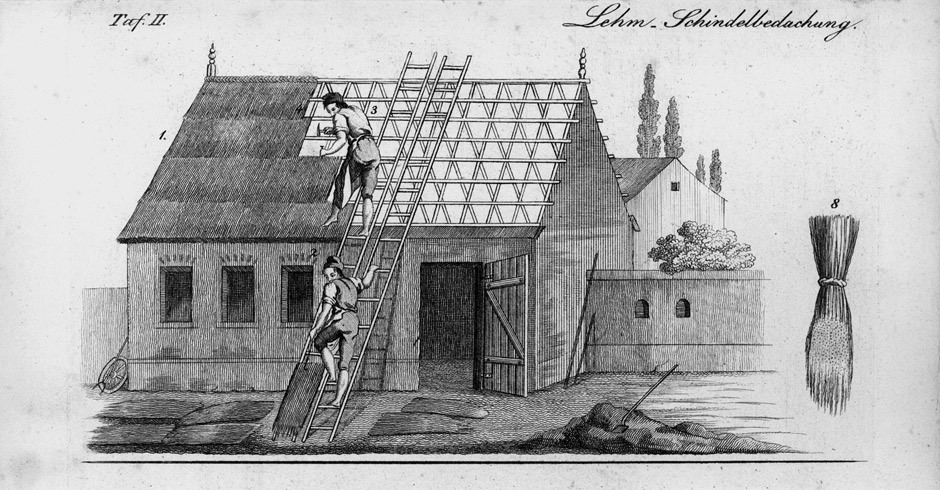
Illustration aus: Friedrich Teichmann: Das Ganze der feuersichern Lehmschindelbedachung

Neben seinem Interesse an der Landwirtschaft wirkte er auf dem Feld der Brandbekämpfung und verfasste eine Anleitung zur Herstellung von Lehmschindelbedachung sowie sein Feuersnoth- und Hülfs-Buch, eine Anleitung zur Vermeidung und Bekämpfung von Bränden.
Auf die Initiative Teichmanns hin  beschloss der Gemeinderat Liebertwolkwitz am 19. April 1847 die Gründung einer Sparkasse. Diese wurde 1850 genehmigt, Teichmann wurde der erste Vorsitzende. 50 Jahre nach der Gründung hatte die Sparkasse Liebertwolkwitz um die 10 Millionen Mark an Einlagen, weshalb Liebertwolkwitz ab 1877 keine Ortssteuern mehr erhob.
Von 1812 bis 1880 besaßen Teichmann und seine Erben das Rittergut Neumuckershausen, auf welchem er 1863 starb.

## Ehrung

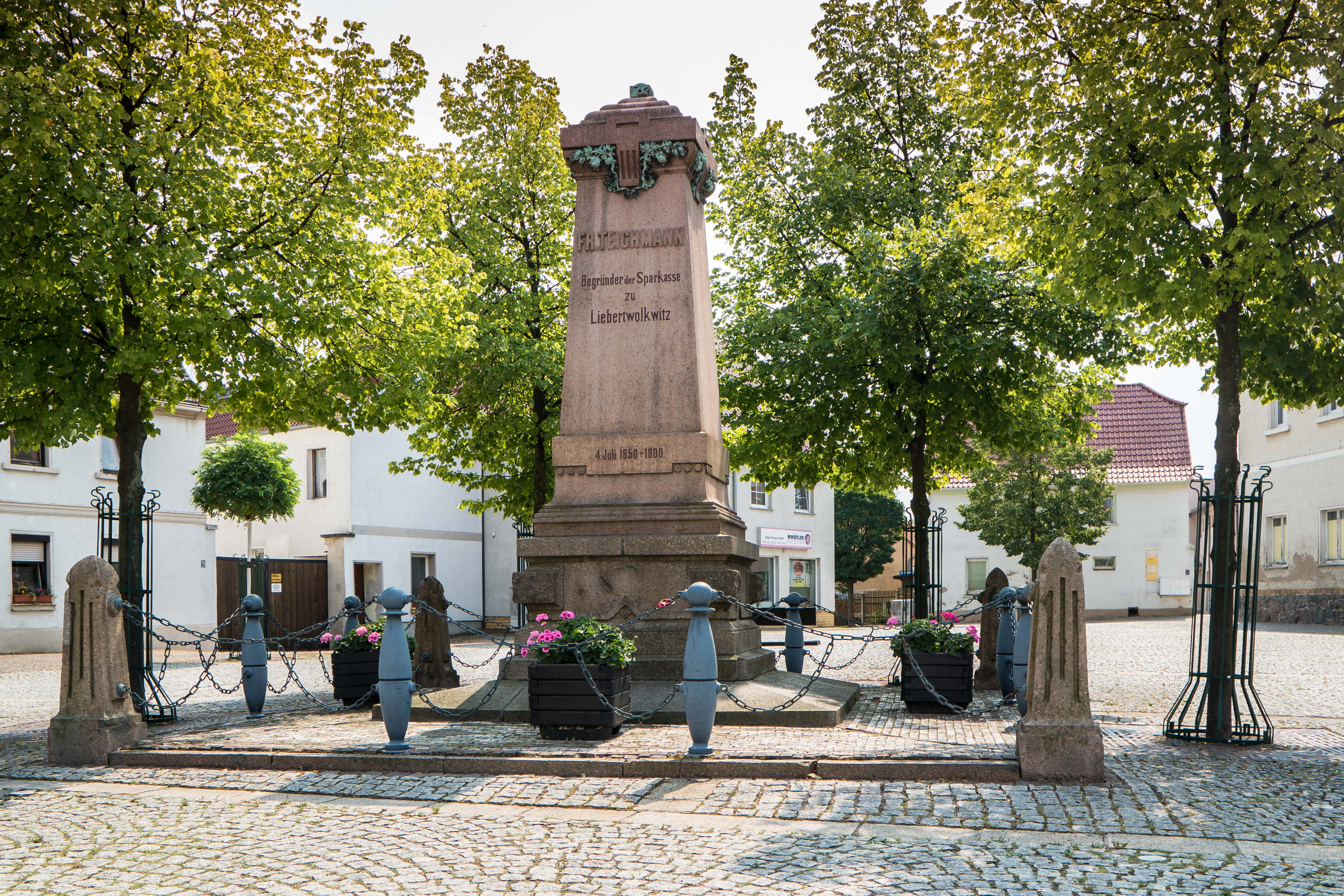
Friedrich-Teichmann-Denkmal auf dem Liebertwolkwitzer Markt

Im Jahre 1900 wurde Teichmann zu Ehren das Friedrich-Teichmann-Denkmal auf dem Liebertwolkwitzer Markt errichtet. Im selben Jahr wurde eine Straße im Ort in Teichmannstraße umbenannt. Diese trägt bis heute diesen Namen.

## Werke
- Friedrich Teichmann: Ueber Teichfischerei. Engelmann, Leipzig 1812 (168 S., slub-dresden.de).
- Friedrich Teichmann: Ueber mehrere Kriegslasten in Beziehung auf die Betreibung der Landwirthschaft und einige Winke zur Erleichterung der erstern und Begünstigung der letztern. Engelmann, Leipzig 1814 (37 S., google.de).
- Friedrich Teichmann: Die sichere und einfache Durchwinterung der Kartoffeln in Haufen. Für Landwirthe, welche diese Aufbewahrungsart noch nicht kennen, oder dagegen eingenommen sind und denen es zur Unterbringung der Kartoffeln an ausreichendem Kellerraume fehlt. Engelmann, Leipzig 1825.[12]
- Friedrich Teichmann: Die den Obstbäumen schädlichsten Raupenarten und Mittel, ihren Verheerungen möglichst vorzubeugen. Engelmann, Leipzig 1829 (VI, 42 S.).[13]
- Friedrich Teichmann: Feuersnoth- und Hülfs-Buch über Entstehung und Beträchtlichkeit der Feuersbrünste, Unterstützung der Abgebrannten, Lösch- und Rettungs-Anstalten, Verminderung der Brandschäden und Sicherstellung der Gebäude; nebst einem Anhange über Volksveredlung und Wohlfahrt. Engelmann, Leipzig 1831 (352 S., google.de).
- Friedrich Teichmann: Anweisung zur Herstellung und Unterhaltung der feuersichern Lehmschindelbedachung nebst Vergleichung mit dem Ziegel- und Strohdache. Baumgärtner, Leipzig 1833 (84 S., slub-dresden.de).